# Зарубин, Пётр Петрович
Пётр Петрович Зарубин (1925—2003) — советский учёный в области ядерных реакций, профессор ЛГУ. Блокадник. Участник Великой Отечественной войны. Доктор  физико-математических наук (1986).
Под его руководством запущены первые циклотроны Р-7 (1957) и У-120 (1963).

## Биография
Родился в 1925 году, место рождения по современному административному делению Липецкая область, Долгоруковский район, село Большой Колодец. Учился в школе в Ленинграде.
Блокадник. С 1 сентября 1942 г. — ученик, механик-сборщик, член комсомольско-молодежной бригады, изготовлявшей прицелы для минометов. С января 1943 г. — красноармеец-зенитчик, оператор по азимуту на станции орудийной наводки (СОН) 192-го зенитно-артиллерийского полка.
Затем (с сентября 1943-го) служил в охране одного из важных объектов Ленинграда, с разрешения командования продолжил учёбу в школе рабочей молодежи, и в августе 1945 г. окончил 10-й класс.
С сентября того же года на физфаке ЛГУ: студент (1945—1950), аспирант (1950—1953), ассистент кафедры (1953—1955), старший научный сотрудник, с 1956 г. заведующий циклотронной лабораторией, с 1987 г. одновременно зав. кафедрой ядерных реакций.
Кандидат (1955), доктор (1986) физико-математических наук, профессор (1986).

## Сочинения
Автор более 220 научных трудов.
- Особенности рассеяния протонов околобарьерных энергий на ядрах среднего атомного веса : диссертация … доктора физико-математических наук : 01.04.16. — Ленинград, 1984. — 484 с. : ил.
- Радиоактивность : Учеб. пособие / П. П. Зарубин; Санкт-Петербург. гос. ун-т. — СПб. : СПбГУ, 1993. — 93 с. : ил.; 19 см; ISBN 5-87403-013-1
- Р.Миху, П. П. Зарубин, Ю. А. Александров, М. В. Апрелев, Доклад на ХХ1У совещание по ядерной спектроскопии и структуре ядра, Харьков, 1974 год.

## Награды
Награждён медалями «За оборону Ленинграда», «За победу над Германией в Великой Отечественной войне 1941—1945 гг.».